# Ammobates turanicus
Ammobates turanicus är en biart som beskrevs av Popov 1951. Ammobates turanicus ingår i släktet Ammobates och familjen långtungebin. Inga underarter finns listade i Catalogue of Life.